# Société sismologique du Japon
La société sismologique du Japon (日本地震学会, Nihon jishin Gakkai) ou SSJ est une société savante créée en 1880 dans le but de mieux comprendre les tremblements de terre et autres phénomènes sismiques.

## Histoire
John Milne rejoignit James Alfred Ewing, Thomas Lomar Gray et d'autres pour fonder la société sismologique en 1880. Ces hommes étaient des conseillers étrangers au Japon.
Le premier président de la société fut Ichizō Hattori.

## Publications
Lea société publie le Journal de la société sismologique du Japon (地震, Jishin). Les publications sont aussi appelées Zisin, qui est une abréviation syllabique.

## Source de la traduction
- (en) Cet article est partiellement ou en totalité issu de l’article de Wikipédia en anglais intitulé « Seismological Society of Japan » (voir la liste des auteurs).